# Sven Vanthourenhout
Sven Vanthourenhout (ur. 14 stycznia 1981 w Beernem) – belgijski kolarz przełajowy i szosowy.

## Najważniejsze osiągnięcia

### kolarstwo przełajowe
2001
- 1. miejsce w mistrzostwach świata do lat 23
- 1. miejsce w mistrzostwach Belgii do lat 23

2002
- 3. miejsce w mistrzostwach Belgii (elite)

2004
- 3. miejsce w mistrzostwach świata (elite)

2005
- 3. miejsce w mistrzostwach świata (elite)

### kolarstwo szosowe
2003
- 3. miejsce w mistrzostwach Belgii (start wspólny)
- 6. miejsce w Trofeo Mallorca

2004
- 4. miejsce w Tour de la Région Wallonne

2006
- 3. miejsce w OZ Wielerweekend

2008
- 2. miejsce w mistrzostwach Belgii (start wspólny)